# Suihua
Suihua (cinese: 绥化; pinyin: Suīhuà) è una città-prefettura della Cina nella provincia dell'Heilongjiang.

## Suddivisioni amministrative
- Distretto di Beilin
- Anda
- Zhaodong
- Hailun
- Contea di Wangkui
- Contea di Lanxi
- Contea di Qinggang
- Contea di Qing'an
- Contea di Mingshui
- Contea di Suiling